# Піноблок
Піноблок – будівельний матеріал, які виробляються з  різновиду ніздрюватого бетону - пінобетону. Останній  виготовляється зі звичайного цементного розчину, піску й води з додаванням піноутворювача. Цей матеріал поряд з високими тепло- й звукоізоляційними властивостями має низькі коефіцієнти усадки й водопоглинення, має високу пожежостійкість й стійкість до поперемінного заморожування-відтавання.

## Загальний опис
Пінобетон – порівняно новий матеріал; якщо цеглі 3000 років, то йому не більше 100. Це штучний пористий камінь, здатний плавати у воді, що відповідає всім вимогам нормативних документів, пропонованим до будівельних матеріалів, по міцності, деформативності, морозостійкості, його теплозахисні властивості в 2– 3 рази вищі, ніж у цегли. Стіна із цього матеріалу «дихає», створюючи в приміщенні ідеальний мікроклімат, особливо корисний при легеневих, серцево-судинних і суглобних захворюваннях, але бетон, на відміну від деревини, що володіє тими ж властивостями, не горить і не гниє. Останні роки характеризуються новим сплеском інтересу до ніздрюватого бетону. Це обумовлено двома причинами: жорсткістю норм відносно вимог теплозахисту будівельних елементів і новими досягненнями в технології й конструюванні ніздрюватих бетонних виробів.
Структура піноблоків має близько 85% порожнин. Це обумовлює легкість матеріалу і простоту обробки. Також пінобетон, з якого виготовляються піноблоки, має низькі коефіцієнти усадки і водопоглинання, володіє високою вогнестійкістю та стійкістю до перепадів температур.

## Виготовлення
Пінобетон утворюється шляхом рівномірного розподілу пухирців повітря по всій масі бетону. Його слід відрізняти від газобетону. Пінобетон виготовляють не шляхом використання хімічних реакцій, а за допомогою механічного перемішування попередньо приготовленої піни з бетонною сумішшю.
Звичайно піноблок виготовляють або шляхом нарізки моноліту з ніздрюватого бетону на блоки необхідного розміру, або методом заливання форм необхідного розміру.
Виробництво піноблоків звичайно виглядає так: спеціальна піна, в герметичному змішувачі перемішується під тиском, після чого отриманий пінобетон заливається у форми різних розмірів.

## Різновиди
Залежно від густини матеріалу блоку, розрізняють такі марки пінобетону:
- Для внутрішніх перегородок: D100, D200, D300;
- Теплоізоляційний: D400, D500;
- Конструкційно-теплоізоляційний: D600, D700, D800, D900;
- Конструкційний: D1000, D1100, D1200;

За призначенням розрізняють блоки:
- 300—500 кг/м3 — теплоізоляційні;
- 600—800 кг/м3 — конструкційно-теплоізоляційні;
- 900—1200 кг/м3 — конструкційні.

## Використання
Піноблоки виробляються для будівництва сучасних споруд, які не бояться вогкості, цвілі, значних втрат тепла взимку і підвищення температури в спекотну пору року. Завдяки здатності пінобетону до вбирання і віддачі вологи, піноблоки використовують для створення мікроклімату в будинках. Завдяки пористій структурі, піноблоки мають високий рівень звукоізоляції, добре зберігають тепло, і важать набагато менше бетонних блоків. Пінобетон також володіє здатністю акумулювати тепло від опалення або сонячних променів. При низьких температурах він віддає накопичене тепло у внутрішні приміщення. Піноблоки економічні, міцні, екологічно чисті, біологічно комфортні, за якістю дуже близькі до дерева, але не горять і довговічніші. 